# Dinault
Dinault ou encore Donoald est un saint catholique romain, qui vécut à la fin du IVe siècle et au début du Ve siècle. Il fut martyrisé par les Vandales à Milly-sur-Thérain (Oise). Reconnu saint par l'Église catholique, il est fêté le 10 août.

## Biographie
Dinault était un enfant de 12 à 13 ans, lorsqu'il fut tué par les Vandales ayant fait une incursion dans le Beauvaisis au cours des Grandes Invasions. C'est près d'une fontaine, qu'il aurait été décapité le 11 août 407.
La tradition rapporte que c'est dans les prairies communes qu'eut lieu le martyre entre les villages de Milly et de Moimont.

## La Fontaine de saint Dinault
Les anciens attribuèrent à la fontaine, qui existe toujours, des vertus miraculeuses. Elle était fréquentée par les pèlerins des environs et la population locale y venait implorer saint Dinault pour la guérison du « mal caduc », c'est-à-dire l'épilepsie.

## Reliques
La dépouille de Dinault fut transportée à l'abbaye Saint-Lucien de Beauvais après la destruction de l'église Notre-Dame de Milly en 1436, au cours de la guerre de Cent Ans.
À la Révolution, la chasse contenant les ossements de saint Dinault existait encore mais le tout disparut à cette période.
Dans l'église paroissiale actuelle de Milly-sur-Thérain, le martyre de Dinault est représenté sur un vitrail et une statue représente le saint, le cou cicatrisé, tenant à la main droite la palme du martyre.